# Bürstenbindermuseum Ramberg
Das Bürstenbindermuseum Ramberg ist ein Heimatmuseum in der Ortsgemeinde Ramberg (Rheinland-Pfalz). Einrichter und Träger des seit 1997 bestehenden Museums ist der Heimat- und Museumsverein des Bürstenmacherhandwerks Ramberg e. V.

## Geographie
Ramberg gehört zur Verbandsgemeinde Annweiler am Trifels im Landkreis Südliche Weinstraße. Das spezialisierte Museum im Ortszentrum westlich der Hauptstraße (Landesstraße 506) ist in einer ehemaligen Bürstenfabrik untergebracht, die nach einem großen Streik im Jahr 1907 auf genossenschaftlicher Basis entstanden war.

## Geschichte

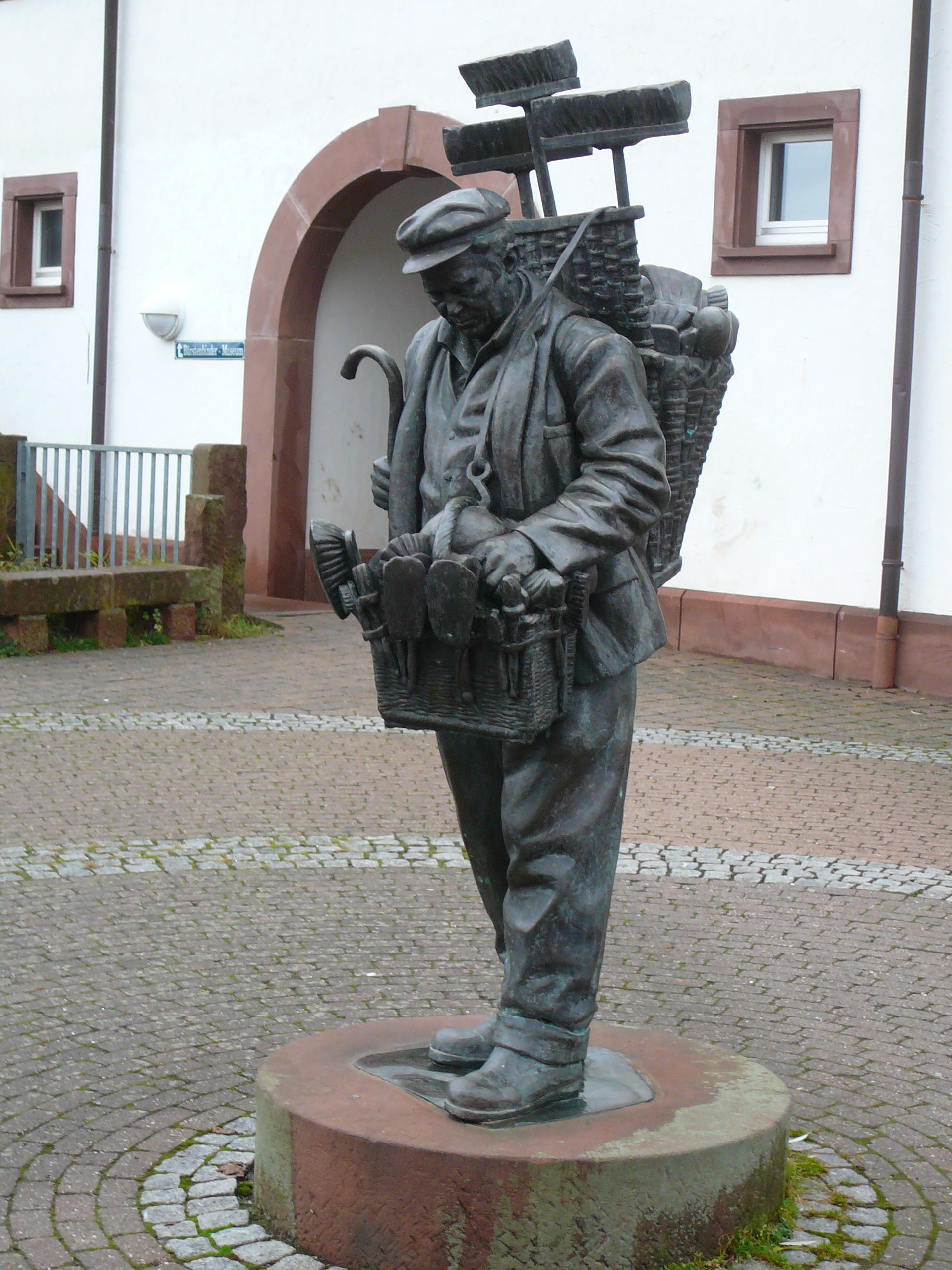
Figur eines Ramberger Bürstenhändlers

Die Gemeinde Ramberg war seit dem 18. Jahrhundert über die Grenzen der Pfalz hinaus für ihre Bürstenbinder und Bürstenhändler bekannt; über lange Zeit waren dies nahezu die einzigen Berufe, die in dem abgeschiedenen Ort im Pfälzerwald ausgeübt wurden. Zunächst in mühsamer Handarbeit zu Hause, dann in industrieller Fertigung wurden Besen, Bürsten, Schrubber und ähnliche Gebrauchsgegenstände hergestellt. So gab es 1907 in Ramberg acht Bürsten- und Bürstenholzfabriken. Das Rohmaterial, vor allem Holz und Besenginster, wurde unter anderem aus dem Holpertal beschafft, das im Nordosten der Gemarkung von Ramberg beginnt. Die Ramberger Bürstenhändler vertrieben ihre Waren nicht nur in ganz Deutschland, sondern auch in anderen europäischen Ländern.

## Museum
Das Museum vermittelt Einblicke in die Berufe des Bürstenbinders und des Bürstenhändlers. Anhand vielfältiger Exponate wird die industrielle und soziale Entwicklung in Ramberg von etwa 1800 bis in die Zeit um 1970 dargestellt. Bei fachkundigen Führungen werden die Besucher über Historie, Herstellung und Vertrieb von Besen und Bürsten informiert. Zu sehen sind zum Beispiel technische Hilfsmittel zur Bürstenproduktion, eine Reihe noch funktionsfähiger Maschinen und die lebensgroße Figur eines Ramberger Bürstenhändlers in Originalausstattung. Außerdem wird ein Überblick über das Ramberger Familienleben von 1780 bis 1960 geboten.